# 꽃사궁
꽃사궁은 사궁도의 한 종류다. 자체로는 살 수가 없어서 사활이 불분명한 꽃모양의 궁도이다.